# Dmitri Malikov
Dmitri Malikov (în rusă Дмитрий Юрьевич Маликов; n. 29 ianuarie 1970, Moscova, RSFS Rusă, URSS) este un cântăreț rus.